# У моря (фильм, 2004)
«У моря» (англ. Beyond the Sea, США, Германия, Великобритания, 2004) — фильм американского актёра и режиссёра Кевина Спейси, основанный на биографии американского певца и музыканта Бобби Дарина.

## Сюжет
Дарин устраивает праздничный концерт, посвященный десятилетию работы в шоу-бизнесе. Во время подготовки к концерту он встречает самого себя в детстве. Вместе они вспоминают свою жизнь. Эти воспоминания включают в себя и смерть Бобби. Жизнь Дарина представляется зрителю как концерт, кино, шоу. Драматическая нить повествования время от времени прерывается музыкальными вставками с песнями и танцами, характерными для мюзикла.
В детстве Бобби жил в Бронксе со своей сестрой Ниной, её мужем и со своей мамой. Врачи выносят ему смертный приговор: болезнь не позволит Бобби дожить даже до пятнадцати лет. Мать мальчика Полли Кассотто (Кассотто — настоящая фамилия Дарина), покупает ему пианино и учит петь, танцевать и играть на музыкальных инструментах. Она окружает Бобби людьми, которые будут сопровождать его и помогать всю жизнь: Стив «Бум-Бум» Бланер — менеджер, Давид Гершензон — агент по связям с общественностью, Дик Берк и Чарли Кассотто «Мафиа» — муж сестры Дарина.
Бобби начинает играть в мелких клубах и забегаловках, пока его не приглашают на телевидение. Дарин записывает свой первый хит и становится кумиром подростков. Но это не устраивает Бобби, он хочет большего: записать альбом для более взрослой аудитории. И тут ему сопутствует успех. В это время умирает его мать.
Следующий шаг на пути к вершине — кино. На съемках Дарин встречает молоденькую актрису Сандру Ди. Бобби сразу решает, что эта девушка будет его женой. Ему приходится преодолеть холодность Сандры и сопротивление её матери, но он добивается своего. Бобби и Сандра женятся, и вскоре у них рождается ребёнок.
Новый виток карьеры Бобби Дарина — выступление в известном клубе «Копакабана», о котором он мечтал всю жизнь. Несмотря на это, он рискует, вступая в полемику с менеджером клуба, чтобы тот позволил выступить чернокожему комику Джорджу Кирби, и добивается своего. Бобби отправляется в турне; на этой почве у него начинаются трения с женой. Дарина номинируют на Оскар; проигрыш выводит его из себя, провоцируя серьёзную ссору с Сандрой.
Дарин на какое то время отходит от шоу-бизнеса и занимается политикой. Его сестра, опасаясь, что если Бобби пойдет в политику, то конкуренты раскопают его темное прошлое, сообщает, что является его биологической матерью. Потрясенный такой новостью, Дарин уезжает из дома и поселяется в трейлере на берегу моря. Там, превратившись в настоящего отшельника, он пишет музыку кантри. Однажды Бобби слышит по радио, что убили его друга Роберта Кеннеди. Тогда он возвращается на сцену и исполняет свои новые песни, отказавшись от оркестра, смокинга, в очках и без своей извечной накладки для волос. Это полный провал, его освистывают.
Бобби Дарин переживает тяжелую операцию на сердце. На вечеринке, посвященной своему возвращению, он мирится с Сандрой Ди. Бобби решает выступить в Лас-Вегасе; он не отказывается от своих новых песен, но возвращается к своему старому имиджу. Публика восторженно встречает его. Дарин представляет зрителям свою мать Нину Кассотто как Мафиа. С концерта его увозит скорая помощь.
Это был последний концерт Бобби Дарина. Гаснет свет, он уходит навсегда. Хотя нет, уходит Бобби Кассотто, а Бобби Дарин остается.
Остается навсегда в своей музыке.

## В ролях
- Кевин Спейси — Бобби Дарин
- Кейт Босуорт — Сандра Ди
- Джон Гудмен — Стив Бланер
- Боб Хоскинс — Чарли Кассотто Мафиа
- Бренда Блетин — Полли Кассотто
- Грета Скакки — Мэри Дюван
- Каролина Аарон — Нина Кассотто Мафиа
- Мэтт Риппи — Дэвид Гершенсон

## Интересные факты
- Кевин Спейси сам исполняет песни Бобби Дарина в фильме.